# Paragebicula
Paragebicula is een geslacht van kreeftachtigen uit de klasse van de Malacostraca (hogere kreeftachtigen).

## Soorten
- Paragebicula bergrenni Sakai, 2015
- Paragebicula bijdeleyi Liu & Liu, 2010
- Paragebicula bussarawiti Sakai, 2015
- Paragebicula contigua (Bozic & de Saint Laurent, 1972)
- Paragebicula edentata (Lin, Ngoc-Ho & Chan, 2001)
- Paragebicula fallax (de Man, 1905)
- Paragebicula gracilis (Ngoc-Ho, 1990)
- Paragebicula leptomorpha Sakai, 2006
- Paragebicula lipkei Sakai, 2010
- Paragebicula oleseni Sakai, 2015
- Paragebicula orlik Sakai, 2011
- Paragebicula setaerostrata Sakai, 2015
- Paragebicula vietnamensis Sakai, 2011
- Paragebicula waikuli Sakai, 2015